# Fort George (Nueva York)
Fort George, Nueva York fue el nombre de cinco fuertes en el estado de Nueva York.

## Historia
El primer Fort George fue construido en 1626 en Nueva Ámsterdam y nombrado Fort Amsterdam. La Armada Británica lo renombró Fort James en 1664. Fue temporalmente ocupado por los holandeses desde 1673 a 1674 como Fort Willem Hendrick. Los británicos nombraron al fuerte como Fort William Henry en 1691, Fort Anne o Queen's Fort en 1703, y finalmente Fort George en 1714. Los bastiones del lado norte y murallas fueron destruidas en 1776 por los estadounidenses y finalmente demolido en 1790. El sitio ahora es un museo y palacio de justicia en el Bajo Manhattan.
Un segundo Fort George fue construido por los británicos en 1755 a Oswego, Nueva York, pero fue destruido por el comandante francés Louis-Joseph de Montcalm en 1756. Actualmente el sitio es Montcalm Park en el cruce de W Van Buren Street, Montcalm Street y West 6th Street.
Un tercer Fort George fue construido en Lake George, Nueva York en 1755, fue destruido en 1777 y finalmente abandonado en 1780. Estaba ubicado al sur este de Fort William Henry mirando hacia Lake George (ubicado en la zona boscosa dentro de Lake George Battlefield Park).
Un cuarto Fort George  fue construido en Staten Island alrededor de 1777 en el área de St. George, Staten Island (probablemente Fort Hill).
El último Fort George o Fort George Hill fue construido en 1776 en Nueva York cerca de la intersección actual de la Avenida Audubon y la Calle 192, en el Alto Manhattan. Llamado Fort Clinton y finalmente Fort George, 1895-1914 fue el sitio del Fort George Amusement Park, y es ahora George Washington High School.